# Parník František Josef I.

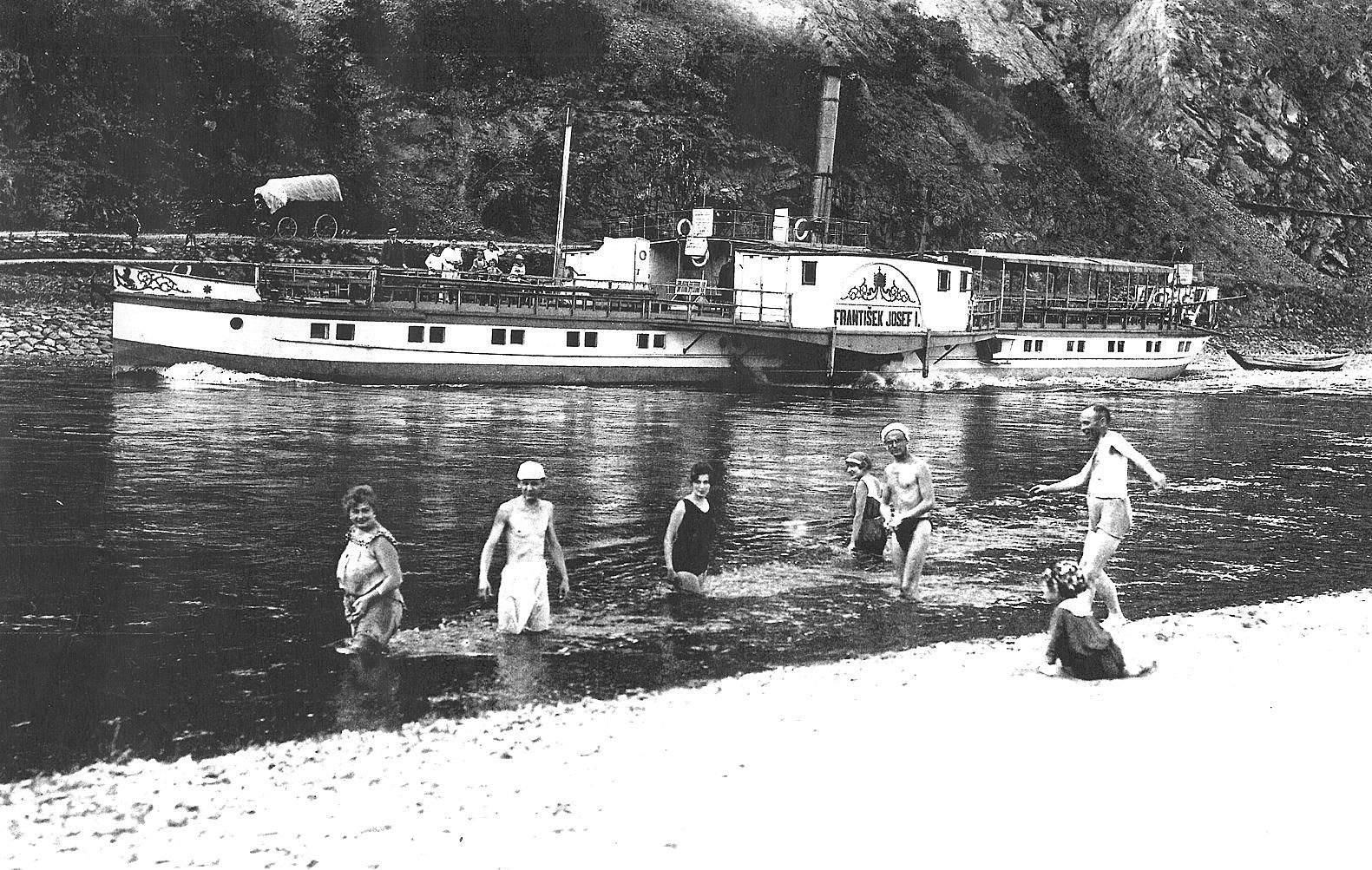
Parník František Josef I. na Vltavě před rokem 1900

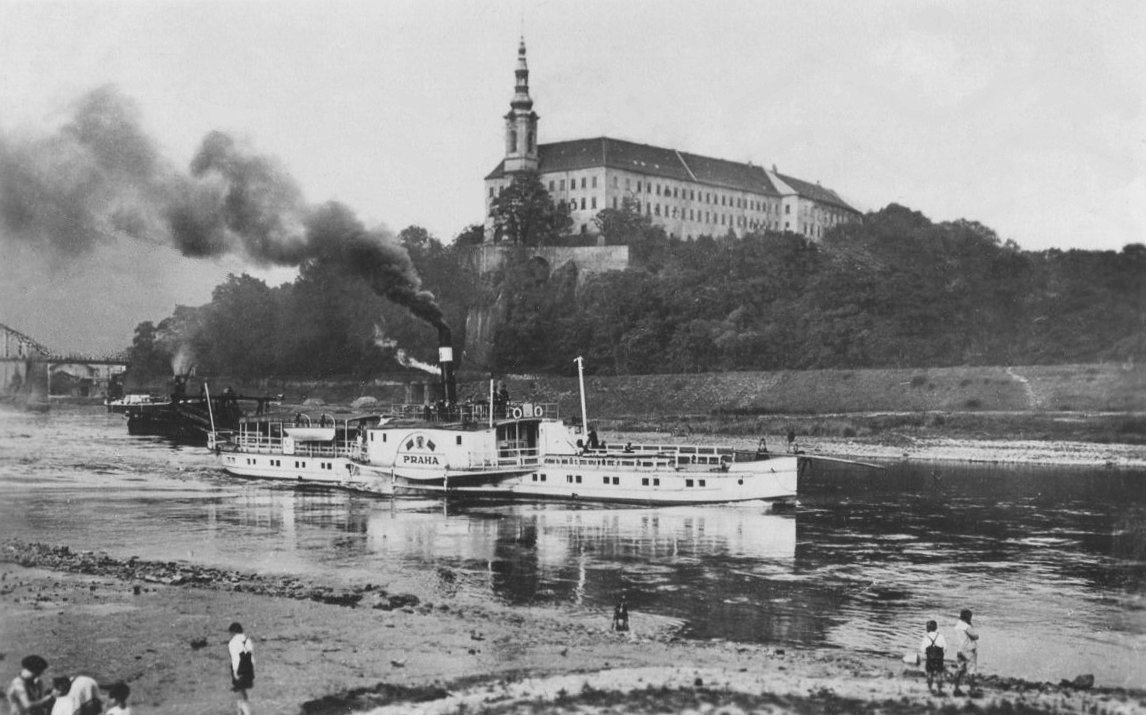
Na Labi v Děčíně, již pod názvem Praha

Parník František Josef I. (od roku 1918 přejmenován na Zbraslav a od roku 1929 přejmenován na Praha) byl v době svého vzniku největším osobním parníkem vltavské flotily. V roce 1898 se po výbuchu parního kotle potopil, ale v roce 1899 byl opět zprovozněn.

## Vznik parníku
Parník František Josef I. byl vyroben v letech 1886 – 1887 Pražskou akciovou strojírnou (bývalá Ruston a spol.) pro Pražskou společnost pro paroplavbu na řece Vltavě. První plavba se uskutečnila 30. 4. 1887. S výletníky zajížděl na Zbraslav, do Štěchovic nebo do Davle.

## Tragické potopení parníku

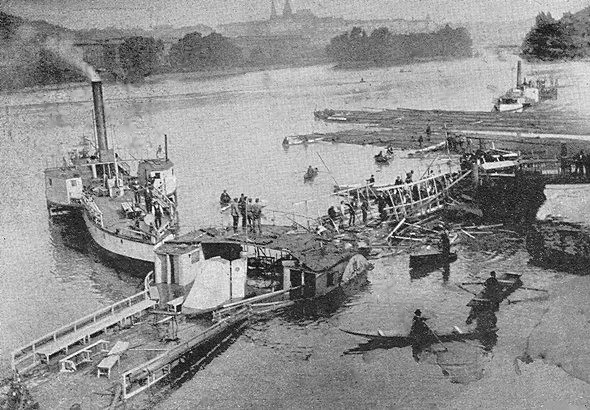
Parník po výbuchu

19. května 1898 vybuchl v 7.53 hodin, těsně před vyplutím od přístaviště u Palackého mostu, na parníku František Josef I. parní kotel. Loď se rozlomila a začala se potápět. Při výbuchu zahynuly tři osoby – pokladník paroplavební společnosti Jan Horáček a klenotník Ignác Schreiber se svým desetiletým synem. Mezi dalšími třiceti pasažéry bylo několik zraněných osob, ale většina cestujících stála v době výbuchu na přídi lodi a zranění tak unikla. Pražská společnost pro paroplavbu na Vltavě i Labi po soudních sporech odškodnila pozůstalé a za příčinu nehody byl označen přetlak v kotli a drobné konstrukční vady kotle.
E.E.Kisch zakomponoval událost výbuchu parníku do úvodu svého románu Pasák (poprvé vydáno německy v roce 1914).

## Vyzdvižení a obnovení parníku
Technicky náročné vyzdvižení trosek parníku ze dna Vltavy bylo ukončeno 21. června 1898, trosky byly prozkoumány znalci a loď prošla generální rekonstrukcí. Parník vyjel s výletníky znovu na Vltavu v roce 1899. V roce 1918 byl přejmenován na Zbraslav, v roce 1929 na Prahu a v roce 1970 byl vyřazen z provozu. Před sešrotováním ještě krátce sloužil jako prodejna stavebnin.

## Technický popis
Parník František Josef I. byl v době svého vzniku největším osobním parníkem na Vltavě. Šířka trupu byla 5,03 m, délka 44,14 m, výška nad hladinou 3,32 m a pojal 800 cestujících. Parní stroj měl výkon 90kW a spotřeboval průměrně 300 kg uhlí za hodinu.

## Poštovní známka
V roce 2014 vyšel obrázek parníku na české poštovní známce nominální hodnoty 25 Kč.